# Cantonul Puymirol
Cantonul Puymirol este un canton din arondismentul Agen, departamentul Lot-et-Garonne, regiunea Aquitania, Franța.

## Comune
| Comune                  | Populație (1999) | Cod poștal | Cod INSEE |
| ----------------------- | ---------------- | ---------- | --------- |
| Castelculier            | 2.315            | 47240      | 47051     |
| Clermont-Soubiran       | 367              | 47270      | 47067     |
| Grayssas                | 127              | 47270      | 47113     |
| Lafox                   | 1.163            | 47240      | 47128     |
| Puymirol                | 965              | 47270      | 47217     |
| Saint-Caprais-de-Lerm   | 602              | 47270      | 47234     |
| Saint-Jean-de-Thurac    | 502              | 47270      | 47248     |
| Saint-Pierre-de-Clairac | 831              | 47270      | 47269     |
| Saint-Romain-le-Noble   | 394              | 47270      | 47274     |
| Saint-Urcisse           | 230              | 47270      | 47281     |